# غاري ريدل
غاري ريدل (بالإنجليزية: Gary Riddell)‏ هو مدرب كرة قدم ولاعب كرة قدم بريطاني في مركز قلب الدفاع، ولد في 9 أغسطس 1966 في Ellon, Aberdeenshire ‏ في المملكة المتحدة، وتوفي في 11 يونيو 1989 في دنفيرملين في المملكة المتحدة. لعب مع دونفرملين أثلتيك ونادي أبردين.